# Kurt Wollinger
Kurt Wollinger (* 13. November 1901 in Garsten; † 26. Juni 1983 in Mödling) war ein österreichischer Eishockeyspieler und -schiedsrichter mit Funktionärsaufgaben.

## Karriere
Er spielte von 1923/24 bis 1928/29 für den Pötzleinsdorfer SK, für den er erst als Torhüter und ab 1928 als Feldspieler spielte und am Spengler Cup 1924 teilnahm.
International spielte er für die österreichische Eishockeynationalmannschaft bei der Eishockey-Europameisterschaft 1925 bis 1927. Auch für die Mannschaft für die Winterolympia 1924 wäre er vorgesehen gewesen.
Bereits ab 1925/26 leitete er als Schiedsrichter Eishockeyspiele.
Bei der Winterolympia 1948 übernahm er das Amt des Verbandskapitäns.